# Wisdom Hills
Die Wisdom Hills sind eine Gruppe bis zu 2000 m hoher Hügel im ostantarktischen Viktorialand. In den Bowers Mountains ragen sie aus dem nordwestlichen Teil des Molar-Massivs auf.
Das New Zealand Antarctic Place-Names Committee benannte sie 1983 auf Vorschlag des neuseeländischen Geologen Malcolm Gordon Laird (1935–2015) in Anlehnung an die Benennung des Massivs. Da jenes nach dem Backenzahn (englisch molar) benannt ist, zielt die Benennung offenkundig auf den Weisheitszahn (englisch wisdom tooth) ab.